# Ельген (притока Таскана)
Ельген - річка в Ягоднинському районі Магаданської області, права притока річки Таскан басейну Колими. Біля гирла річки розташоване село Ельген.
Довжина річки - 35 км.